# Plautilla Bricci

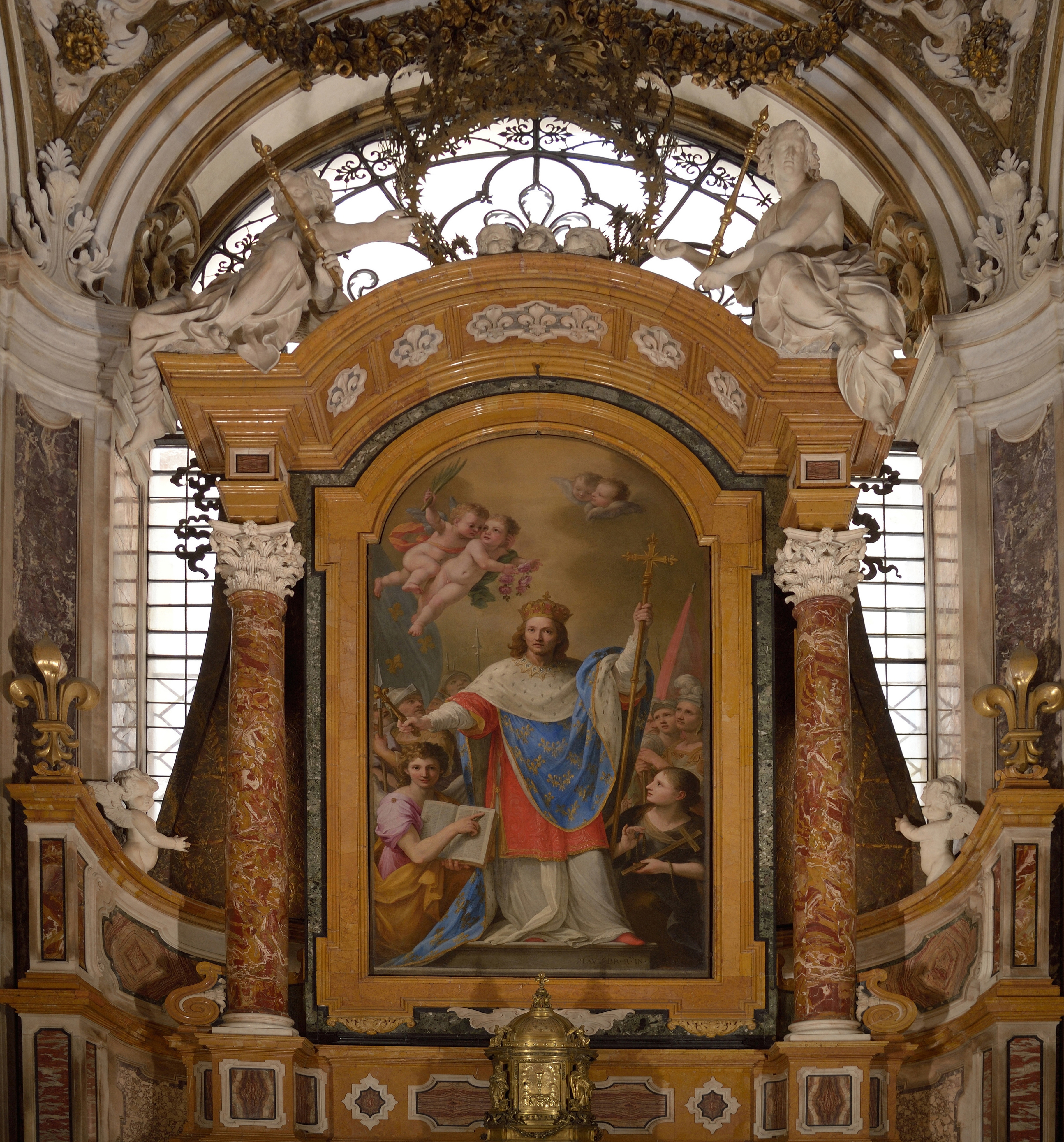
Cappella di San Luigi i kyrkan San Luigi dei Francesi i Rom.

Plautilla Bricci, född 13 augusti 1616 i Rom, död efter 1690, var en italiensk målare, skulptör och arkitekt. 
Ett av hennes få bevarade verk är ett sidokapell, Cappella di San Luigi, i kyrkan San Luigi dei Francesi i Rom.